# Стара Весь (Новосондецький повіт)
Стара Весь (пол. Stara Wieś) — село в Польщі, у гміні Грибів Новосондецького повіту Малопольського воєводства.
Населення — 997 осіб (2011).
У 1975-1998 роках село належало до Новосондецького воєводства.

## Демографія
Демографічна структура станом на 31 березня 2011 року:
|          | Загалом | Допрацездатний вік | Працездатний вік | Постпрацездатний вік |
| -------- | ------- | ------------------ | ---------------- | -------------------- |
| Чоловіки | 516     | 134                | 338              | 44                   |
| Жінки    | 481     | 113                | 280              | 88                   |
| Разом    | 997     | 247                | 618              | 132                  |